# Барон, Франклин
Франклин Эндрю Меррифилд Барон (англ. Franklin Andrew Merrifield Baron; 19 января 1923, Портсмут, колония Доминика, Британские Подветренные острова — 9 апреля 2016, Розо, Доминика) — доминикский государственный деятель, лидер правительства (1957—1960), главный министр (1960—1961) Доминики.

## Биография
Родился в семье крупного доминикского предпринимателя.
Получив образование в Академии Святой Марии в Доминике, в 1939 г. начал работу в компании своего отца. В 1945 г. компания стала одним из лидеров рынка производителей бананов, занимал это должность до 1955 г. Включившись в общественно-политическую жизнь, он стал одним из основателей Доминиканской ассоциации производителей бананов (DBGA).
В 1940-х гг. избирался членом городского совета Розо. После поражения на выборах в Законодательный совет в 1951 г. переехал из Портсмута в Розо, там он побеждал на всеобщих выборах 1954 и 1957 гг. В марте 1956 г. в колонии Доминики была введена форма самоуправления и он был назначен министром торговли и промышленности.
В июне 1957 г. был назначен лидером правительства, а после принятия Конституции (1959) с 1960 по 1961 г. занимал пост Главного министра и министра финансов Доминики. Являлся основателем Доминикской объединённой народной партии. По результатам всеобщих выборов (1961) потерпел поражения, уступив место главы правительства представителю лейбористов. Однако именно его кабинет инициировал крупные инфраструктурные проекты, которые будут завершены лейбористами.
Принял решение об уходе из политики после очередного поражения своей партии на всеобщих выборах 1966 г. Занимался бизнесом, в частности, туризмом, недвижимостью и благотворительной деятельностью. Сохранял определенное влияние на политические процессы, владея «Хроникой», одним из ведущих печатных изданий Доминики.
Председатель Совета по туризму Доминики (1970—1972).
Председатель Правления Службы электроснабжения Доминики (1981—1991). Председатель Национального коммерческого банка (1986—1990). Глава компании Fort Young Hotel Company Limited, Dominica (с 1986 г.). Председатель правления компании Fort Young Limited (1986—1988). Член Совета по корпоративному развитию Доминики (1984—1989).
Во время нахождения во главе кабинета Юджинии Чарльз, которая была одним из его давних друзей, занимал ряд дипломатических постов:
- 1982—1986 гг. — посол в США, постоянный представитель Доминики в Организации американских государств,
- 1982—1995 гг. — постоянный представитель Доминики при Организации объединенных наций,
- 1986—1992 гг. — посол в Великобритании.

Его дочь Франсин Барон занимала пост министра иностранных дел в правительстве Рузвельта Скеррита.